# داء المفاصل الوجيهية
داء المفاصل الوجيهية هو داء يصيب الأقراص بين الفقرات. المفاصل الوجيهية هي مفاصل زلالية مغطّاة بالغضاريف، تحدّ من حركة العمود الفقري وتحافظ على استقرار المقطع. في حالة تضخّم الفقرات، يمكن أن يحدث فصال عظمي مؤلم. تم وصف «متلازمة التهاب المفاصل القطنية» في مقال لـ إس إم إسنيشتاين وسي آر باري من جامعة ويتواترسراند عام 1987.

## التشخيص
التصوير المقطعي المحوسب مثالي لتصوير التهاب المفاصل الوجيهية؛ وتشير الدلائل إلى أن التصوير بالرنين المغناطيسي ليس حسّاساً في تحديد التغيّرات العظمية.